# Pat Quinn (politiker)

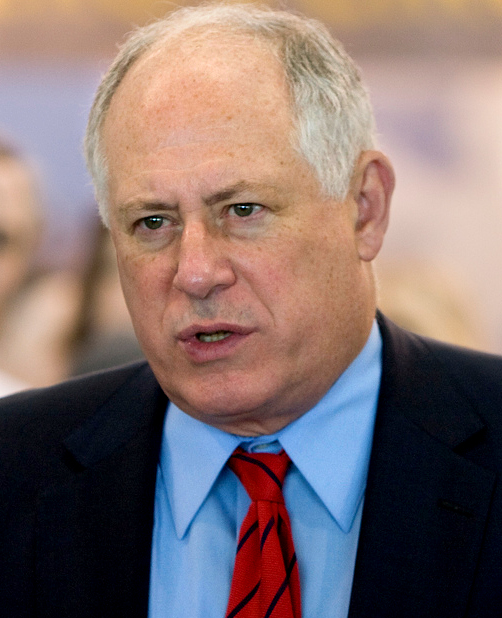
Pat Quinn

Patrick Joseph ”Pat” Quinn, född 16 december 1948 i Chicago i Illinois, är en amerikansk demokratisk politiker. Han var guvernör i delstaten Illinois 29 januari 2009–12 januari 2015.
Quinn avlade 1971 kandidatexamen vid Georgetown University. Han avlade sedan 1980 juristexamen vid Northwestern University.
Quinn var delstatens finansminister (Illinois State Treasurer) 1991–1995. Han var viceguvernör i Illinois 2003–2009. Guvernör Rod Blagojevich avsattes 2009 och Quinn tillträdde som guvernör.